# Miss Brésil 1956
Miss Brésil 1956, 3e élection de Miss Brésil, s'est déroulée le 16 juin 1956 à l'hôtel Quitandinha de Petrópolis. La gagnante, Maria José Cardoso succède à Emília Barreto, Miss Brésil 1955.

## Classement final
| Titre                                         | Candidates                               |
| --------------------------------------------- | ---------------------------------------- |
| Miss Brésil 1956 - Top 15 à Miss Univers 1956 | - Rio Grande do Sul - Maria José Cardoso |
| 1re dauphine                                  | - São Paulo - Regina Maura Vieira        |
| 2e dauphine                                   | - District fédéral - Leda Brandão        |
| 3e dauphine                                   | - Pará - Luzia Aliette Borges            |
| 4e dauphine                                   | - Ceará - Maria de Jesus Holanda         |
| 5e dauphine                                   | - Rio de Janeiro - Eli de Azevedo        |

## Candidates
| Numéro | État                | Nom                     |
| ------ | ------------------- | ----------------------- |
| 1      | Acre                | Wilma Campos de Araújo  |
| 2      | Alagoas             | Maria Thereza do Rêgo   |
| 3      | Amazonas            | Zeina Aleme Ramadan     |
| 4      | Bahia               | Sônia Santiago Mamede   |
| 5      | Ceará               | Maria de Jesus Holanda  |
| 6      | Espírito Santo      | Malvina Gomes Pimentel  |
| 7      | Goiás               | Maria Cristina Otaviano |
| 8      | Guanabara           | Lêda Brandão Rau        |
| 9      | Maranhão            | Maria Alice Castelo     |
| 10     | Mato Grosso         | Marlene Degásperi       |
| 11     | Minas Gerais        | Anelise Kjaer           |
| 12     | Pará                | Luzia Aliete Borges     |
| 13     | Paraíba             | Margarida Vasconcelos   |
| 14     | Paraná              | Ivony Lour              |
| 15     | Pernambouc          | Nelbe de Souza Leão     |
| 16     | Piauí               | Teresinha de Jesus      |
| 17     | Rio de Janeiro      | Eli de Azevedo Pires    |
| 18     | Rio Grande do Norte | Amariles de Araújo      |
| 19     | Rio Grande do Sul   | Maria José Cardoso      |
| 20     | Santa Catarina      | Edith Donin             |
| 21     | São Paulo           | Regina Azevedo          |
| 22     | Sergipe             | Graciema Madureira      |

## Observations